# Bulbophyllum pantlingii
Bulbophyllum pantlingii là một loài phong lan thuộc chi Bulbophyllum.